# Света Параскева (Лещен)
Вижте пояснителната страница за други значения на Света Параскева.
„Света Параскева“ или „Света Парашкева“ е възрожденска църква в неврокопското село Лещен, България, част от Неврокопската епархия на Българската православна църква. Обявена е за паметник на културата.

## История
Църквата е построена през 1833 година. Ценна в художествено отношение е декоративната живопис по иконостаса, както и иконите на храма.

## Галерия
- Изглед от югозапад на църквата
- Главният портал на църквата
- Южната фасада на църквата
- Източната фасада на църквата
- Камбанарията
- Общ изглед от североизток